# Autoba versicolor
Autoba versicolor är en fjärilsart som beskrevs av Walker 1864. Autoba versicolor ingår i släktet Autoba och familjen nattflyn. Inga underarter finns listade i Catalogue of Life.